# Los Ángeles, Coicoyán de las Flores
Los Ángeles är en ort i Mexiko.   Den ligger i kommunen Coicoyán de las Flores och delstaten Oaxaca, i den sydöstra delen av landet, 260 km söder om huvudstaden Mexico City. Los Ángeles ligger 2 279 meter över havet och antalet invånare är 184.
Terrängen runt Los Ángeles är kuperad norrut, men söderut är den bergig. Runt Los Ángeles är det ganska glesbefolkat, med 43 invånare per kvadratkilometer. Närmaste större samhälle är Santos Reyes Zochiquilazola, 3,1 km öster om Los Ángeles. I omgivningarna runt Los Ángeles växer huvudsakligen savannskog.